# L'Esquerra (Luxemburg)
 L'Esquerra  (Déi Lénk en luxemburguès) és un partit polític d'esquerres que nascut el 1999 de l'aliança del Partit Comunista de Luxemburg, la Nova Esquerra i del Partit Socialista Revolucionari.
A les eleccions legislatives luxemburgueses de 1999 va obtenir el 3,3% dels vots i un escó per a André Hoffmann, qui el 2000 fou escollit alcalde d'Esch-sur-Alzette. El 2002 el Partit Comunista de Luxemburg abandonà l'Esquerra i a les eleccions legislatives luxemburgueses de 2004 va treure l'1,9% dels vots i cap escó. Està unit a l'Esquerra Unitària Europea/Esquerra Verda Nòrdica.

## Resultats electorals

### Cambra de Diputats
| Eleccions | Vots    | %   | Escons | +/- | Govern            |
| --------- | ------- | --- | ------ | --- | ----------------- |
| 1999      | 110,274 | 3.3 | 1 / 60 | Nou | Oposició          |
| 2004      | 62,071  | 1.9 | 0 / 60 | 1   | Extraparlamentari |
| 2009      | 109,184 | 3.3 | 1 / 60 | 1   | Oposició          |
| 2013      | 161,759 | 4.9 | 2 / 60 | 1   | Oposició          |
| 2018      | 193,594 | 5.5 | 2 / 60 | =   | Oposició          |
| 2023      | 147,839 | 3.9 | 2 / 60 | =   | Oposició          |

| Circumscripció | 2009 vots | %     | 2004 vots | %     | 1999 vots | %     |
| -------------- | --------- | ----- | --------- | ----- | --------- | ----- |
| Centre         | 11 037    | 1,09% | 20 451    | 1,99% | 27 999    | 2,82% |
| Est            | 1 685     | 0,97% | 2 179     | 1,31% | 2 448     | 1,63% |
| Nord           | 2 836     | 0,98% | 3 725     | 1,34% | 3 653     | 1,41% |
| Sud            | 33 550    | 2,16% | 36 868    | 2,28% | 76 174    | 4,98% |

### Parlament Europeu
| Eleccions | Vots   | %    | Escons | +/- |
| --------- | ------ | ---- | ------ | --- |
| 1999      | 28,130 | 2.77 | 0 / 6  | Nou |
| 2004      | 18,345 | 1.68 | 0 / 6  | =   |
| 2009      | 37,929 | 3.37 | 0 / 6  | =   |
| 2014      | 67,513 | 5.76 | 0 / 6  | =   |
| 2019      | 60,648 | 4.8  | 0 / 6  | =   |
| 2024      | 43,701 | 3.15 | 0 / 6  | =   |